# Phlugiolopsis longicerca
Phlugiolopsis longicerca is een rechtvleugelige insectensoort uit de familie van de sabelsprinkhanen (Tettigoniidae).
Phlugiolopsis longicerca werd voor het eerst wetenschappelijk beschreven door Wang, Li en Liu in 2012.